# Федерална статистическа служба (Германия)
Федерална статистическа служба (на немски: Statistisches Bundesamt, съкратено Destatis) е държавна организация в Германия, подчинена на Федералното министерство на вътрешните работи.
Службата е отговорна за събиране, обработка, представяне и анализ на статистическа информация относно темите икономиката, обществото и околната среда. Целта е предоставяне на обективна, независима и високо качествена статистическа информация за цялата общественост. В нея работят около 2780 служители, разпределени в отделите ѝ във Висбаден, Бон и Берлин.
Отделът във Висбаден е главния офис и управлява най-голямата библиотека, специализирана в статистическата литература в Германия.
В Берлин информационно звено е център за услуги на Федералната служба в германската столица и предоставя информация и консултантски услуги за германското правителство, други федерални власти, посолства, промишлеността и публичния, сдружения и всички онези, които се интересуват от официалната статистика в Берлин и Бранденбург.

## Ръководители
- 1948 – 1964 г.: Герхард Фюрст
- 1964 – 1972 г.: Патрик Шмид
- 1972 – 1980 г.: Хилдегард Бартели
- 1980 – 1983 г.: Франц Кроппенстед
- 1983 – 1992 г.: Егон Хьолдер
- 1992 – 1995 г.: Ханс Гюнтер Мерк
- 1995 – 2006 г.: Йохан Хален
- 2006 – 2008 г.: Валтер Радермахер
- 2008 – 2015 г.: Родерих Егелер
- 2015 – 2017 г.: Дитер Сарейдер
- след 2017 г.: Георг Тил